# Slaget vid Lüdershausen
Slaget vid Lüdershausen var ett slag under trettioåriga kriget. Slaget stod mellan svenska och tysk-romerska styrkor den 19 oktober 1635 vid Lüdershausen i Braunschweig-Lüneburg.

## Bakgrund
Efter freden i Prag var svenska ställningen i trettioåriga kriget hotad, då Sachsen övergått från en allierad till fientlig mot Sverige. Huvudarmén, under befäl av Johan Banér, avmarscherade från Magdeburg hösten 1635 för att hinna korsa Elbe innan sachsiska armén kunde avskära deras reträttväg. Den 19 oktober, då svenska armén var i gång med att korsa floden vid Artlenburg, nådde sachsiska avantgardet, 10 kavalleriregementen, området kring Lüneburg. Vitzthums regemente samt flera mindre avdelningar rekognoscerade mot Lüdershausen, söder om Artlenburg, där Banér hade etablerat en ställning besatt av tre kavalleriregementen samt 600 infanteri. För att inte behöva strida med hela sachsiska avantgardet beordrade han ett anfall mot den isolerade rekognoscerings-avdelningen.

## Slaget
Svenskarna avancerade mot det sachsiska kavalleriet över en damm. För att korsa denna fick de svenska styrkorna filera, vilket kostade mycket tid. På grund av detta deltog endast tre skvadroner i anfallet, två från Georg Ernst von Wedels regemente samt en skvadron under befäl av Carl Gustaf Wrangel. Striden fortgick en bra stund, men till slut tvingades det sachsiska kavalleriet retirera. Svenskarna red efter dem genom en ort och in i en skog, där många dödades och tillfångatogs, samt erövrades regementets livfana. Carl Gustaf Wrangel fick särskilt beröm för sin del i striden.

## Följder
När Banér blev medveten om fiendes storlek beordrade han halt, och stod därefter framför fienden en stund. Dessa anföll dock inte och han kunde därför fortsätta korsandet av floden. Några dagar senare besegrades även en sachsisk avdelning i slaget vid Dömitz av den skotska generalen Patrick Ruthven, vilket säkrade den svenska ställningen norr om Elbe.